# Harsiesi (grand prêtre de Ptah)
Pour les articles homonymes, voir Harsiesi (homonymie).
Harsiesi est un grand prêtre de Ptah sous la XXIe dynastie.

## Attestation
Harsiesi est connu par la généalogie d'Ânkhefensekhmet, où il est dit contemporain du pharaon Psousennès Ier. Il est également mentionné dans une généalogie du Louvre.